# Gens Pòncia
Pòncia (en llatí Pontia gens) era una gens romana plebea d'origen samnita. No va arribar mai a gaire preeminència a Roma durant la república però durant l'Imperi alguns dels seus membres van arribar al consolat.
En època republicana van usar només el cognomen Àquila (Aquila) i a l'Imperi en van utilitzar uns quants.